# Karsten Schrör
Karsten Schrör (* 3. Mai 1942 in Oldenburg, Niedersachsen) ist ein deutscher Pharmakologe und emeritierter Hochschullehrer.

## Leben
Schrör erwarb in Zwickau sein Abitur. Er begann 1961 das Studium der Humanmedizin an der Martin-Luther-Universität Halle-Wittenberg und schloss dieses 1967 mit dem Staatsexamen ab. Im gleichen Jahr begann er die Ausbildung zum Pharmakologen und Toxikologen am Hallenser Pharmakologischen Institut unter Leitung von Werner Förster. 1970 wurde Karsten Schrör am Physiologischen Institut der Universität unter der Leitung von Bernd Lueken mit einer experimentellen Arbeit über die Ionenabhängigkeit der Sympathikusfunktion am Herzen zum Dr. med. promoviert.
Es folgten Tätigkeiten als Forschungsassistent an verschiedenen pharmakologischen Instituten, zunächst in Halle, ab 1974 in Mainz in der Arbeitsgruppe von Rolf Krebs und später in Köln, wo er 1978 unter dem Direktorat von Wolfgang Klaus mit einer Arbeit über Prostaglandine im kardiovaskulären System für das Fach Pharmakologie und Toxikologie habilitiert wurde. 1984 erfolgte in Köln die Ernennung zum Professor und 1986 der Ruf auf den Lehrstuhl für Pharmakologie verbunden mit dem Direktorat des Institutes für Pharmakologie und Klinische Pharmakologie der (späteren) Heinrich-Heine-Universität Düsseldorf, das er bis zu seiner Emeritierung 2010 innehatte. Karsten Schrör ist Facharzt für Pharmakologie und Toxikologie sowie Facharzt für Klinische Pharmakologie.
In die Zeit der aktiven Berufstätigkeit fielen auch mehrere längerdauernde Forschungsaufenthalte und Gastprofessuren im Ausland: 1976/1977 an den Wellcome Research Laboratories (Sir John Robert Vane), 1977 Department of Physiology des Jefferson Medical College in Philadelphia (Alan M. Lefer), Department of Clinical Pharmacology der Medical University of South Carolina in Charleston (Perry V. Halushka), Department of Internal Medicine der University of Texas in Houston (Kenneth K. Wu).
Nach der Emeritierung widmet sich Schrör weiterhin seinen wissenschaftlichen Hauptinteressensgebieten: Pharmakologie und Klinische Pharmakologie von Antiplättchensubstanzen und Antithrombotika sowie den pharmakologischen Eigenschaften und der klinisch-praktischen Anwendung von Acetylsalicylsäure.

## Werk
Das wissenschaftliche Interesse von Karsten Schrör galt von Beginn an dem Herzkreislaufsystem und hier schon sehr bald den Prostaglandinen. Werner Förster, Schrörs erster akademischer Lehrer in Halle, hatte schon früh die Bedeutung und das pharmakologische Potenzial dieser Substanzklasse für das kardiovaskuläre System erkannt und bearbeitet. Nach dem Wechsel nach Mainz im Jahre 1974 ergab sich für Schrör die Möglichkeit, seine Arbeiten bei Sir John Robert Vane, dem späteren Nobelpreisträger für Medizin, in England fortzusetzen und später im Mainz und Köln weiterzuführen. Ein wesentlicher und für seine weitere wissenschaftlichen Aktivitäten entscheidender Befund waren der erste Nachweis von Prostacyclin, einem Mitglied der Prostaglandinfamilie, im Herzen und die Untersuchung seiner kardioprotektiven (das Herz schützenden) Eigenschaften. Es folgten zahlreiche Arbeiten zu synthetischen Prostaglandin-Derivaten und ihrer klinisch-pharmakologischen Bedeutung mit zunehmender Verlagerung des wissenschaftlichen Themenschwerpunktes in den Bereich der Blutgerinnung und Thromboseforschung. Insgesamt hat Karsten Schrör bis heute (Stand 2025) über 400 in PubMed gelistete Originalpublikationen und Übersichten mit mehr als 20000 Zitationen () sowie mehrere Bücher zu physiologischen und pharmakologischen Aspekten des Herzinfarkts, der Pharmakologie der Thrombozytenfunktion und Blutgerinnung, der Prostaglandine sowie zellulären Effekten von Gerinnungsfaktoren wie Thrombin auf die Gefäßwand und die Signalübertragung der glatten Gefäßmuskulatur verfasst.
1991 gründete Schrör die Forschungsgruppe Herz-Kreislauf e.V. und war bis zu deren Auflösung 2017 deren Vorsitzender. Die Forschungsgruppe förderte systematisch die Herzkreislaufforschung vorrangig im deutschen Sprachraum und war u. a. von 1994 bis 2003 verantwortlicher Veranstalter der jährlichen „Knechtstedener Tage für vaskuläre Biologie und Medizin“.
1997 gründete Schrör den Dr.Schrör Verlag für Naturwissenschaften und Medizin, in dem mehrere Bücher zu aktuellen Themen der Pharmakologie und Klinik von Blutgerinnung und Thrombose beeinflussenden Medikamenten erschienen sind, das Buch Acetylsalicylsäure sowie zwei Auflagen des Buches Verfolgte deutschsprachige Pharmakologen 1933–1945 hrsg. von Konrad Löffelholz und Ullrich Trendelenburg mit einem Grußwort von Shimon Peres.
2007 war Schrör Gründungsmitglied der European Platelet Academy und von 2012 bis 2015 deren Präsident.
2022 erschien die 3. englischsprachige Auflage des Buches Acetylsalicylic Acid, 2018 die 3. deutschsprachige Auflage von Acetylsalicylsäure, 2019 die 1. chinesische (Mandarin) Auflage von Acetylsalicylsäure.

## Ehrenämter
Karsten Schrör war von 2003 bis 2006 Sprecher der Arbeitsgemeinschaft Planmäßiger Professoren für Pharmakologie, Klinische Pharmakologie und Toxikologie an deutschsprachigen Universitäten. Von 2005 bis 2010 war er Vorsitzender der Deutschen Gesellschaft für Pharmakologie, dazwischen 2007 und 2010 gleichzeitig Präsident des Dachverbandes Deutsche Gesellschaft für Experimentelle und Klinische Pharmakologie und Toxikologie. Er war Mitglied des Editorial Boards mehrerer Fachzeitschriften, darunter Naunyn-Schmiedeberg’s Archives of Pharmacology (1980–2000), „Thrombosis & Haemostasis“ (2002–2006) und „Circulation Research“ (1999–2009). Schrör ist Scientific Advisory Board Member des National Health Research Institutes von Taiwan und gehörte von 2018 bis 2023 dem Kuratorium der AfD-nahen Desiderius-Erasmus-Stiftung an.

## Ehrungen
- 1966 Adam-Kuckhoff Medaille (Gold) der Martin-Luther-Universität Halle-Wittenberg für hervorragende Leistungen auf (fremd)sprachlichem Gebiet
- 1991 Preis der Therapiewoche Karlsruhe[6]
- 1992 Mitglied der Leopoldina[7]
- 1997 Ehrenmitgliedschaft der Ungarischen Gesellschaft für Pharmakologie und Klinische Pharmakologie
- 2012 Schmiedeberg-Plakette der DGPT[8]